# تدخين على متن الطائرة

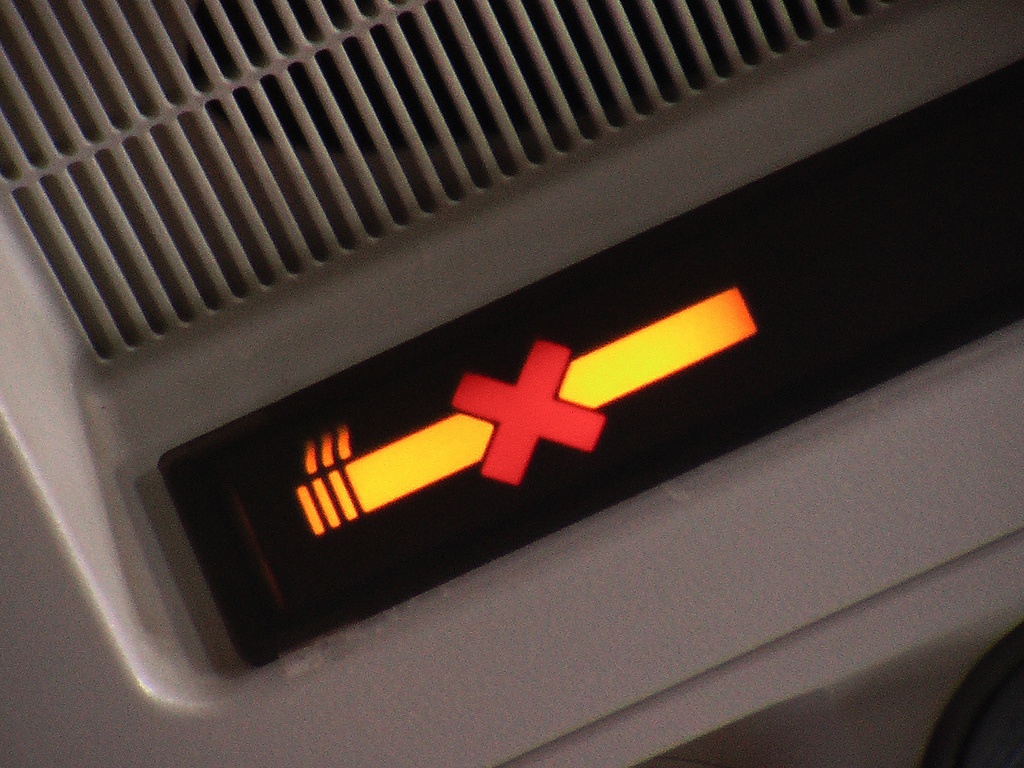
علامة "ممنوع التدخين" (نسخة إيرباص)، كما تظهر في معظم رحلات الركاب حول العالم

التدخين على متن الطائرة (Inflight smoking) يشير إلى تدخين التبغ على متن الطائرة أثناء الطيران. على الرغم من انتشاره في السابق، إلا أنه أصبح محظوراً الآن من قبل جميع شركات الطيران تقريبًا والعديد من الحكومات في جميع أنحاء العالم. تم فرض حظر التدخين على متن الطائرة بطريقة مرحلية مجزأة في جميع أنحاء العالم ابتداءً من الثمانينيات. يُحظر أيضًا استخدام السجائر الإلكترونية في العديد من الرحلات الجوية.

## تاريخ

### أمريكا الشمالية
في عام 1969، كان المدافع عن حقوق المستهلك رالف نادر من بين الأوائل في الولايات المتحدة الذين طالبوا بحظر التدخين على شركات الطيران. كما جاء الضغط من أجل حظر التدخين على متن الطائرة من نقابات المضيفات، مثل رابطة مضيفات الطيران.
أنشأت يونايتد إيرلاينز قسمًا لغير المدخنين في عام 1971، وهي أول شركة طيران تقوم بذلك. أصبحت اوريني للخدمات الجوية أول شركة طيران تحظر التدخين تمامًا على رحلاتها، في يوليو 1977. في عام 1994، كانت دلتا أول شركة طيران أمريكية تحظر التدخين على جميع الرحلات الجوية حول العالم. 
في الولايات المتحدة، حاربت كل من شركات التبغ وشركات الطيران أي قانون يمنع التدخين. في عام 1976، حظر مجلس الطيران المدني الأمريكي تدخين السيجار والغليون على الطائرات، ولكن تحت ضغط من شركات التبغ، سعى إلى الحد من هذا الحظر في عام 1978. أيضًا، حظر مجلس الطيران المدني (CAB) التدخين ثم ألغيت حظره في عام 1984، حيث قال رئيس مجلس الإدارة دان ماكينو، «من الناحية الفلسفية، أعتقد أن غير المدخنين لهم حقوق، لكنه يتعارض بشكل ملحوظ مع الجوانب العملية وواقع الحياة». بعد سنوات من الجدل حول المخاوف الصحية، أدى إجراء الكونغرس في عام 1987 إلى حظر التدخين على متن الطائرة. في عام 1988، حظرت شركات الطيران التي تتخذ من الولايات المتحدة مقراً لها التدخين على الرحلات الداخلية التي تقل مدتها عن ساعتين، والتي تم تمديدها إلى الرحلات الداخلية لأقل من ست ساعات في فبراير 1990، وإلى جميع الرحلات الداخلية والدولية في عام 2000. حظر عام 1990 ينطبق على الركاب ومقصورة الطائرة، ولكن ليس على سطح الطائرة؛ سُمح للطيارين بالاستمرار في التدخين بعد حظر عام 1990 بسبب مخاوف بشأن قضايا سلامة الطيران المحتملة الناجمة عن انسحاب النيكوتين لدى المدخنين المزمنين. على الرغم من حظر التدخين، فإن لوائح إدارة الطيران الفيدرالية الأمريكية تنص على وضع منافض السجائر العاملة بشكل واضح على أبواب جميع حمامات الطائرات. هذا لأنه يجب أن يكون هناك مكان آمن للتخلص من السيجارة المشتعلة إذا انتهك شخص ما قاعدة عدم التدخين.
في عام 1990، تبنت شركة طيران كندا سياسة عدم التدخين على جميع مساراتها. في عام 1994، كانت كندا أول دولة تحظر التدخين على جميع الرحلات الجوية التي تديرها شركات الطيران الكندية، والتي غطت أيضًا رحلات الطيران العارض، ولكن ليس الخطوط الجوية الأجنبية المتجهة إلى كندا. كانت قد حظرت في السابق التدخين على الرحلات الداخلية التجارية في كندا والرحلات الدولية التي تقل مدتها عن ست ساعات، والتي من الواضح أنها لا تغطي طريق اليابان. عارضت الخطوط الجوية الكندية الحظر الشامل، قائلة إنه سيضع شركة الطيران في وضع تنافسي غير مؤات خاصة على طريق اليابان المربح. وقالت إنها ستخسر ملايين الدولارات في مجال الأعمال بسبب تدخين الركاب. وقدرت أنها ستخسر 22 مليون دولار من العائدات السنوية على 14 رحلة أسبوعيا إلى اليابان. وقالت إن ثلاثة أرباع ركابها على خط اليابان هم من اليابانيين وأن 60٪ منهم يدخنون.
في مارس 1995، وافقت الولايات المتحدة وكندا وأستراليا على حظر التدخين على الرحلات الجوية الدولية بين تلك الدول.

### اليابان

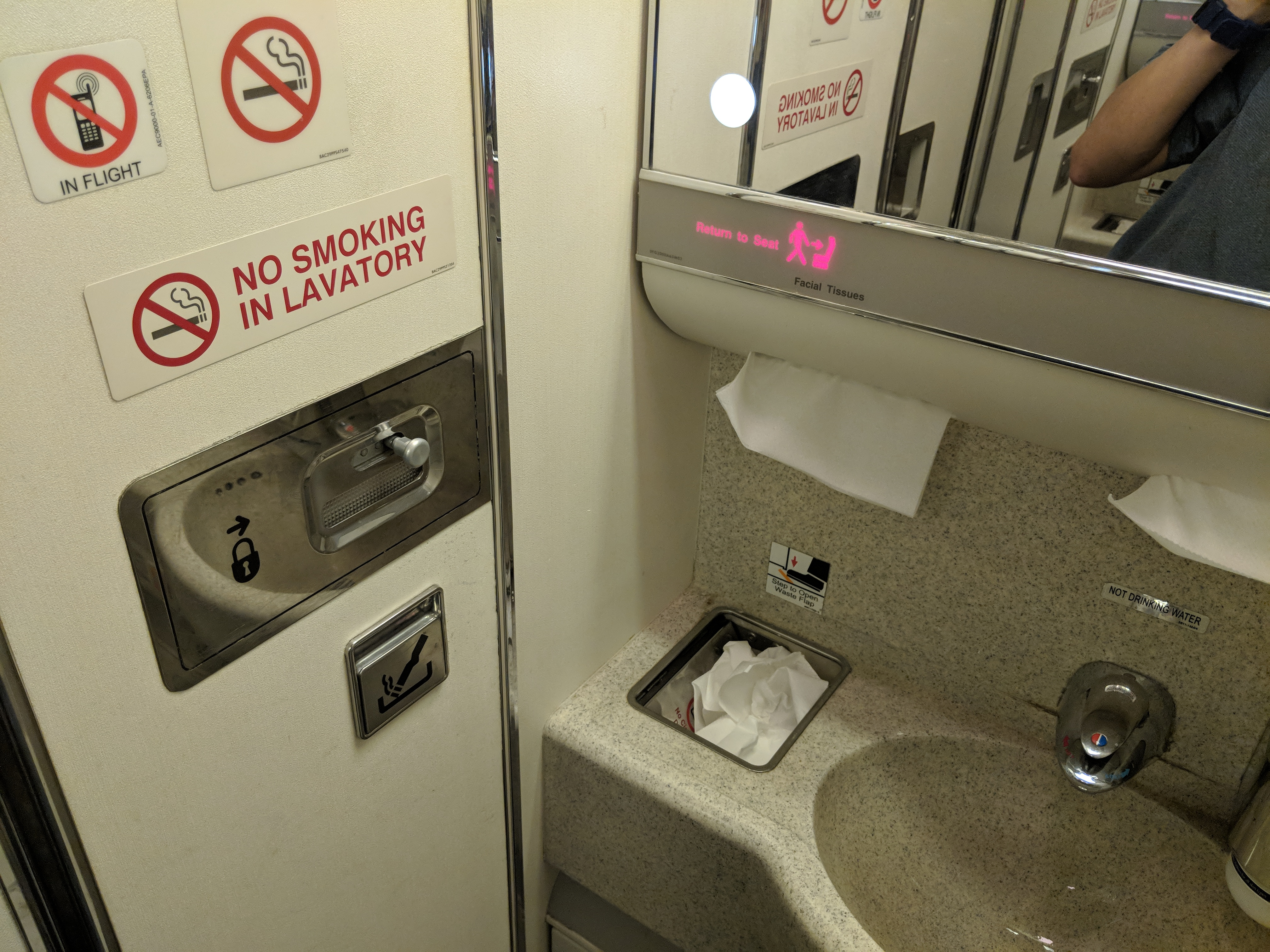
على الرغم من حظر التدخين، إلا أن العديد من مراحيض الطائرات تحتوي على منفضة سجائر في حالة قيام أحد الركاب بالتدخين بشكل غير قانوني.

في أبريل 1988، كانت الخطوط الجوية اليابانية (JAL) أول شركة طيران يابانية تفرض حظرًا للتدخين على الرحلات الداخلية التي تقل مدتها عن ساعة واحدة، والتي تم تمديدها في أكتوبر 1990 إلى الرحلات الجوية التي تقل عن ساعتين. في عام 1998، حظرت خطوط كل اليابان الجوية والخطوط الجوية اليابانية التدخين على جميع الرحلات الداخلية، والتي غطت أكثر من 50 ٪ من المسافرين المحليين اليابانيين. مددت هذه الخطوط الجوية الحظر ليشمل الرحلات الدولية في مارس 1999، من بين آخر شركات الطيران التي تحظر التدخين على الرحلات الدولية. ضغطت شركة Jتبغ اليابان على شركات الطيران لإعادة النظر في الحظر، مشيرة إلى أنه تم حظر التدخين في وقت سابق على جميع رحلات 22 شركة طيران أجنبية تستخدم المطارات اليابانية وأنه مع حظر التدخين من قبل شركتي الطيران اليابانيتين الرئيسيتين، فإن أكثر من 80 ٪ من المقاعد على الرحلات الدولية المغادرة من اليابان سيكون غير مدخن.

### أوروبا
في عام 1986، حظرت شركة الخطوط الجوية التركية، الناقل الوطني لتركيا، التدخين على متن الطائرة لجميع الرحلات الداخلية والرحلات الدولية التي تقل مدتها عن ست ساعات. حظرت شركة الطيران التدخين على متن الطائرة في عام 1999.
في عام 1988، جعلت ساس الرحلات الداخلية في السويد والنرويج خالية من التدخين وفي عام 1989، تم توسيع السياسة لتشمل الرحلات الداخلية في الدنمارك والرحلات بين دول الشمال. في عام 1996، أصبحت رحلات ساس إلى دول البنلوكس وفرنسا وألمانيا وسويسرا والنمسا والمملكة المتحدة ممنوعة عن التدخين. في عام 1997، حظرت ساس التدخين على جميع الرحلات الجوية. في عام 1997 أيضًا، حظر الاتحاد الأوروبي التدخين على متن الرحلات الجوية في الدول الأعضاء. لم تسمح شركة الخطوط الجوية الفرنسية، الناقل الحكومي الفرنسي، بالتدخين على متن الطائرة اعتبارًا من نوفمبر 2000. 

### السعودية
الخطوط السعودية كانت من اوائل شركات الطيران التي تطبق حظر التدخين على رحلاتها الداخلية والخارجية. وكان المنع تدرجيا، ففي التسعينات منعت التدخين على متن جميع الرحلات الداخلية، وفي 28 نوفمبر 1999، تم حظر التدخين على متن الرحلات المتجهة من وإلى دول الخليج العربي وعدد من دول آسيا وأفريقيا. وفي 18 سبتمبر 2001م، تم حظر التدخين على الرحلات المتجهة من وإلى أوروبا. وفي عام 2002، حظرت الخطوط السعودية التدخين على جميع رحلاتها من وإلى المملكة بدون استثناء.

### آخر
حظرت أستراليا التدخين على الرحلات الداخلية في ديسمبر 1987، وعلى الرحلات الجوية الدولية داخل المجال الجوي الأسترالي في عام 1990، وفي عام 1996 حظرت التدخين على جميع الرحلات الجوية الدولية الأسترالية. 
حظرت كوبانا الكوبية المملوكة للدولة التدخين على الرحلات الجوية الدولية في عام 2014. حظرت الصين التدخين على متن الطائرة في أكتوبر 2017. مُنحت شركات الطيران الفردية عامين إضافيين قبل أن يصبح حظر قمرة القيادة ساري المفعول؛ ومع ذلك، تم إلغاء هذا الامتياز في يناير 2019 بعد حوادث أثارت مخاوف تتعلق بالسلامة.

## الآثار
في عام 1937، تحطمت رحلة طيران دولية تابعة لشركة إيروفلوت من موسكو إلى براغ بالقرب من هيرينا بعد أن أشعل أحد الركاب سيجارة في المرحاض، مما تسبب في اشتعال أبخرة الوقود المتراكمة. قُتل جميع الركاب الستة (3 من أفراد الطاقم، و 3 ركاب).
بعد تحطم طائرة فاريج الرحلة 820 في عام 1973، حظرت إدارة الطيران الفيدرالية الأمريكية التدخين في مراحيض الطائرات. بعد حريق نشأ في مرحاض (ليس بالضرورة بسبب التدخين) على متن رحلة الخطوط الجوية الكندية رقم 797 في يونيو 1983، مما أدى إلى وفاة 23 راكبًا، تم تقديم متطلبات جديدة لتركيب أجهزة كشف الدخان في المراحيض.
عادة، سيواجه الركاب الذين يتبين أنهم يدخنون على متن رحلات ممنوع التدخين عليها، على الأقل، غرامة مالية، وعلى الأكثر، يتم القبض عليهم واحتجازهم عند الهبوط. بسبب الإجراءات الأمنية الصارمة، غالبًا ما يتسبب ذلك في حدوث اضطراب؛ قد يتعين تحويل الرحلة أو قد يتعين تعجيل هبوط مجدول عند الوصول إلى مطار الوجهة من أجل مرافقة المدخن من الطائرة.
وقد قوبلت مثل هذه القوانين في بعض الأحيان بالتحدي؛ في عام 2010، تم القبض على دبلوماسي قطري لدى وصوله إلى مطار دنفر الدولي بسبب التدخين في مرحاض على متن الطائرة على متن طائرة يونايتد إيرلاينز الرحلة 663 ولتهديده؛ عندما واجهه موظفو شركة الطيران، أشار مازحا إلى أنه كان يحاول إشعال النار في حذائه.
في 3 فبراير 2013، اتُهمت عائلة مكونة من أربعة أفراد بالتدخين أثناء رحلة خطوط صنوينق الجوية من هاليفاكس إلى جمهورية الدومينيكان. قامت الرحلة بهبوط غير مجدول في مطار برمودا مطار ل. ف. ويد الدولي، حيث ألقت دائرة شرطة برمودا القبض على أكبر اثنين من أفراد العائلة، وحكم عليهما بعد ذلك بغرامة قدرها 500 دولار أو السجن لمدة 10 أيام.

## استخدام السجائر الإلكترونية
في أكتوبر 2015، حظرت وزارة النقل الأمريكية استخدام السجائر الإلكترونية في الرحلات الجوية، وكذلك نقل هذه الأجهزة في الأمتعة المسجلة، بسبب مخاطر الحريق من بطارياتها. في يوليو 2019، قامت طائرة تابعة لشركة طيران الصين بهبوط طارئ بعد انخفاض مستويات الأكسجين في المقصورة، والذي تم ربطه بمساعد الطيار الذي يدخن سيجارة إلكترونية أثناء الرحلة.